# 理查德·费尔普斯
理查德·费尔普斯（英語：Richard Phelps，1961年4月19日—），英国男子现代五项运动员。他曾代表英国参加1984年、1988年、1992年和1996年夏季奥林匹克运动会现代五项比赛，其中1988年奥运会获得一枚铜牌。